# 울트라맨이야
《울트라맨이야》는 서태지의 2번째 솔로 음반 《서태지 6집》의 타이틀인 트랙이다.

## 노래
서태지의 2000년 발매작 《서태지 6집》 첫 번째 활동곡인 〈울트라맨이야〉는 어떤 한 가지 일에 미칠 정도로 몰입하는 '매니아'를 주제로 하고 있으며, 대한민국에서는 그전까지 생소했던 누 메탈 장르를 메이져 음악 시장으로 내놓은 곡이다.

### 울트라맨이야/Ultramania
2001년에는 서태지의 솔로 일본 진출을 위해 발매한 Feel the Soul 맥시 싱글에 모든 악기를 재녹음한 〈울트라맨이야〉를 〈Ultramania〉라는 제목으로 실었다. 2003년 한국에서 발매된 《6집 리레코딩 앨범》에는 다시 〈울트라맨이야〉로 수록되었다.
2007년 서태지의 데뷔 15주년을 기념한 《서태지 15주년 박스세트》에 포함된 6집에는 2000년의 원곡이 아니라 재녹음된 〈울트라맨이야〉가 수록되었고, 2009년 재발매된 6집은 이 박스세트가 개별 앨범으로 출시된 것으로, 역시 재녹음된 〈울트라맨이야〉가 실려있다.

## 뮤직비디오
뮤직 비디오 제작은 서태지와 아이들의 〈Come Back Home〉, 〈필승〉 등을 만든 홍종호 감독이 맡았다.
- 울트라맨이야 뮤직비디오 - 유튜브

## 참여
- 서태지 - 프로듀서, 보컬, 작사·작곡·편곡, 기타, 베이스 기타, 퍼포먼스

## 같이 보기
- 서태지
- 서태지 6집